# Héctor Chiles
Héctor Rubén Chiles Huaca (San Gabriel, Carchi, 11 de febrero de 1971) fue un ciclista ecuatoriano de ruta, ganador en 4 ocasiones de la vuelta de su país.

## Trayectoria
Chiles inició su carrera en 1992 con el equipo ciclista colombiano Pony Malta-Avianca, año mismo el cual ganó el Campeonato Panamericano de Ciclismo en Ruta. En 1996 participó en la carrera de ruta de los Juegos Olímpicos de Atlanta de 1996, que no terminó. Al año siguiente logró ganar la clasificación general de la Vuelta al Ecuador, ganando nuevamente esta competencia en 2001, 2002 y 2005.

## Palmarés
1992
- Campeonato Panamericano de Ciclismo en Ruta

1997
- Vuelta al Ecuador

2001
- Vuelta al Ecuador

2002
- 3º en el Campeonato Panamericano de Ciclismo en Ruta
- Vuelta al Ecuador

2005
- Vuelta al Ecuador, más 1 etapa

2007
- 3º en el Campeonato de Ecuador Contrarreloj

2009
- 1 etapa de la Vuelta al Ecuador

## Equipos
- Pony Malta-Avianca (1992)
- Pony Malta-Avianca (1996)